# 4205 David Hughes
4205 David Hughes eller 1985 YP är en asteroid som korsar Mars omloppsbana. Den upptäcktes 18 december 1985 av den amerikanske astronomen Edward L.G. Bowell vid Anderson Mesa Station. Den är uppkallad efter den brittiske astronomen David W. Hughes.